# ورنر هینتس
ورنر هینز (آلمانی: Werner Hinz; ۱۸ ژانویهٔ ۱۹۰۳ – ۱۰ فوریهٔ ۱۹۸۵) هنرپیشه اهل آلمان بود.
از فیلم‌ها یا برنامه‌های تلویزیونی که وی در آن نقش داشته‌است می‌توان به طولانی‌ترین روز، سرنوشت و دروغ‌گو اشاره کرد.